# Ahmed Mourad
Ahmed Mourad (narozen 14. února 1978, arabsky: أحمد مراد) je egyptský spisovatel, bývalý filmař a fotograf.

## Život
Studoval na káhirské filmové vysoké škole The High Institute for Cinema. Byl také jedním z osobních fotografů bývalého egyptského prezidenta Husního Mubáraka. Ve volném čase začal psát o korupci, kterou v zemi pozoroval. Je ženatý a žije v Káhiře.

## Dílo
- Vertigo (فيرتيجو) (2007) – Jedná se o autorův první román. V roce 2012 byl podle něj natočen televizní seriál.
- Diamantový prach (تراب الماس) (2010) – zfilmován roku 2018
- Modrý slon (الفيل الأزرق) (2012) – zfilmován roku 2014
- 1919 (2014)
- Země Boha (أرض الإله) (2016)
- Období lovu gazel (موسم صيد الغزلان) (2017)
- Lukandat Bír il-Watawit (لوكاندة بير الوطاويط) (2020)
- Vražda pro začátečníky (القتل للمبتدئين) (2022)